# Campeonato da Região Metropolitana de 2013
O Campeonato da Região Metropolitana 2013 é a primeira edição da competição. A competição é realizada no segundo semestre e envolve clubes de futebol profissional oriundos da Região Metropolitana do Estado. Ocorre de forma paralela aos Campeonatos Regionais das regiões Sul-Fronteira e Serrana,  já que os campeões de cada região disputarão em dezembro a Super Copa Gaúcha.

## Fórmula de Disputa
O Campeonato da Região Metropolitana de 2013 será disputado em duas fases, sendo:
1ª Fase – Composta pelos 1º e 2º turnos,
2ª Fase – Fase Final, onde enfrentam-se  o campeão do 1º Turno x o campeão do 2º turno.
Os turnos são divididos em três etapas. Na primeira, os clubes realizam jogos contra adversários dentro do grupo, em partidas somente de ida, classificando-se para a segunda etapa os quatro primeiros colocados do grupo. A segunda etapa é a semifinal, onde as quatro equipes classificadas realizam jogos de ida e volta. O primeiro enfrenta o quarto e o segundo joga com o terceiro. Já a terceira etapa é a final entre os vencedores das semifinais.
Os campeões de cada turno se enfrentam na grande final.